# Dick Vitale
Richard John "Dick" Vitale (Passaic, Nueva Jersey; 9 de junio de 1939) es un comentarista deportivo especializado en baloncesto y exentrenador estadounidense que dirigió durante una temporada a los Detroit Pistons de la NBA, y que ejerció como entrenador principal en la Universidad de Detroit de la NCAA durante 4 años.

## Trayectoria deportiva

### High School y Universidad
Comenzó su trayectoria como entrenador en los high school de Garfield y East Rutherford, hasta que en 1971 es contratado como entrenador asistente en la Universidad Rutgers. Tras dos temporadas se connvierte en el entrenador principal de los Titans de la Universidad de Detroit, donde permanece durante cuatro temporadas, en las que consiguió 78 victorias por 30 derrotas.

### NBA
En la temporada 1978-79, accedió al puesto de entrenador principal de los Detroit Pistons reemplazando a Bob Kauffman. En su única temporada completa logró 30 victorias y 52 derrotas, no logrando clasificar al equipo para los playoffs.
Al año siguiente, y tras 12 partidos en los que sólo consiguió 4 victorias, fue reemplazado por Richie Adubato, quien no mejoraría sus resultados, acabando la temporada en la undécima y última posición dentro de la Conferencia Este.

#### Estadísticas
| Equipo  | Temp.   | P  | V  | D  | %V-D | Finalizó      | PP | VP | DP | %V-DP | Resultado   |
| ------- | ------- | -- | -- | -- | ---- | ------------- | -- | -- | -- | ----- | ----------- |
| Detroit | 1978-79 | 82 | 30 | 52 | .366 | 4º en Central | —  | —  | —  | —     | No Playoffs |
| Detroit | 1979-80 | 12 | 4  | 8  | .333 | 6º en Central | —  | —  | —  | —     | —           |
| Total   |         | 94 | 34 | 60 | .362 |               |    |    |    |       |             |

## Comentarista deportivo
Tras dejar el banquillo de los Pistons, fichó como comentarista especializado por la cadena de cable ESPN, retransmitiendo encuentros universitarios, para después pasar en 1985 a la ABC una vez que ésta absorviera a la cadena deportiva. Ha retransmitido más de 1.000 partidos, recibiendo numerosos galardones, como el Curt Gowdy Media Award en 1988 al periodista más destacado de baloncesto del país, o la más importante, su inclusión en el Basketball Hall of Fame en 2008 como contribuyente.